# Pilocrocis poliochroa
Pilocrocis poliochroa là một loài bướm đêm trong họ Crambidae.